# Buergeria buergeri
Buergeria buergeri és una espècie de granota que viu al Japó.
Està amenaçada d'extinció per la pèrdua del seu hàbitat natural.